# Yishan Yining
Yishan Yining (一山 一寧, en Japonais : Issan Ichinei) (1247 - 28 novembre 1317) est un moine bouddhiste chinois qui a voyagé au Japon. Avant de devenir moine, son nom de famille est Hu.(胡 Hú). Né en 1247 à Linhai, Taizhou, Zhejiang, en Chine, il est moine de l'école Linji durant la dynastie Yuan, puis un maître du zen rinzai qui se fait connaître à l'époque de Kamakura du Japon. Écrivain et calligraphe, Il est l'un des principaux diffuseurs de bouddhisme zen parmi la nouvelle noblesse militarisée du Japon. Sa maîtrise de différents genres littéraires et son enseignement prolifique le font surtout reconnaître comme un pionnier de la littérature japonaise Gozan Bungaku qui recrée au Japon les formes littéraires de la Chine des Song.

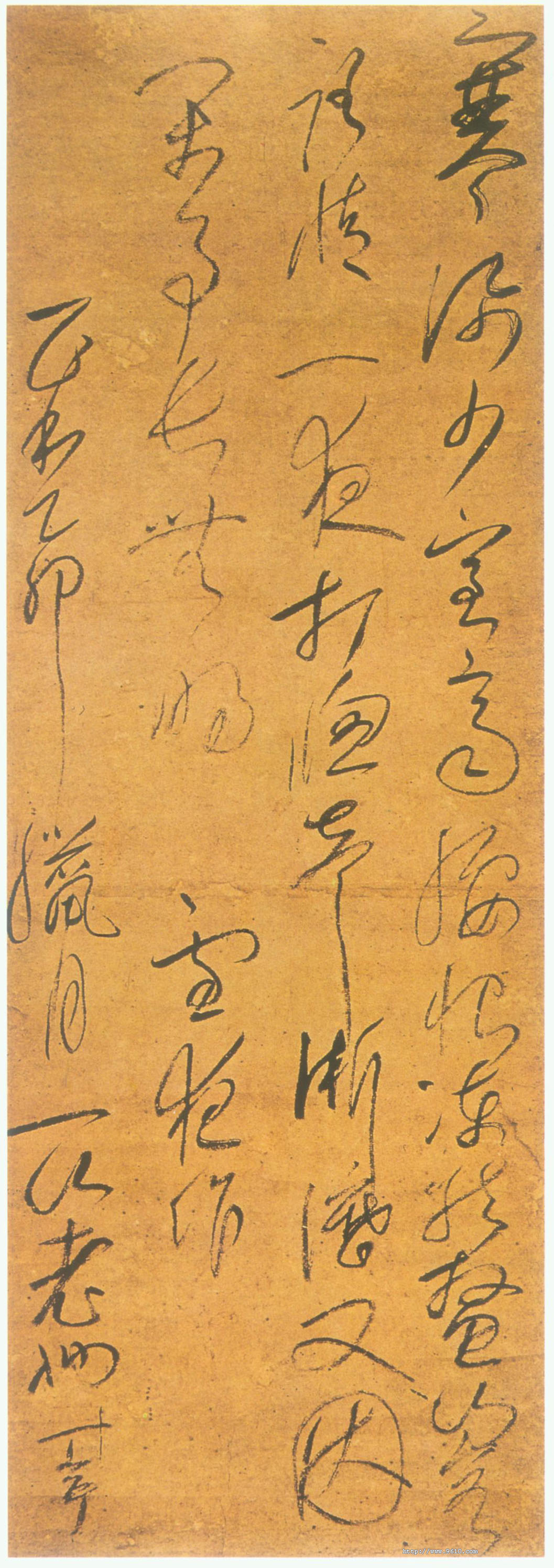
一山一宁 (Plutôt une montagne), calligraphie de Yishan Yining, 1315

## Biographie

### Chine
Originaire du Zhejiang, Yining est fait moine au monastère de Hongfusi (鴻福寺)  alors qu'il est encore enfant, et prend la pleine ordination au monastère de Puguangsi (普光寺). Il commence par étudier l'école Tiantai, puis se tourne vers le Chan. Après avoir connu un certain nombre de professeurs, il devient héritier du dharma de Wanji Singmi (頑極行彌, Gankyoku Gyomi en japonais), quatrième détenteur de la lignée de Mi'an Xianji (1118—1186),. Il devient plus tard abbé du monastère de Puji sur l'île de Putuoshan et sa renommée en tant que maître bouddhiste se répand.

### Kamakura
En 1299, au cours du règne de Témur Khan - l'empereur Chengzong des Yuan - le gouvernement Yuan l'envoie pour une mission diplomatique au Japon pour restaurer les relations avec le gouvernement du bakufu. À son arrivée à Kamakura, il est arrêté par le régent Hōjō Sadatoki sur une accusation d’espionnage. Cependant, Sadatoki éprouve bientôt du respect pour son prisonnier et le libère.
Yishan Yinging séjourne au Japon pour devenir l'un des principaux professeurs du zen de l'époque de Kamakura. À Kamakura, il sert dans les monastères de Kenchō-ji, d'Engaku-ji et de Jochi-ji (淨智寺).

### Kyoto
En 1313, l'empereur retiré Go-Uda l'invite à Kyoto pour devenir l'abbé du Nanzen-ji, le centre zen le plus influent du temps. On se souvient encore aujourd'hui de lui dans ce monastère.

### Influence
Il popularise le zen dans les cercles de la nouvelle aristocratie militaire et comme il maîtrise différents genres littéraires allant de l'historiographie à la poésie, il commence à orienter la production littéraires des moines japonais pour l'amener aux normes de la littérature de la Chine de la dynastie Song. Ceci s'ajoute à la pratique courante du zazen des monastères zen et des épreuves que constituent les études des canons confucéens et des écrits des lettrés confucéens Song.
Parmi ses élèves se trouvent des personnalités décisives pour le développement ultérieur du Zen, telles que Muso Soseki Sesson Yūbai et Kokan Shiren.

### Décès
Yishan Yining se suicide en 1317 après avoir tenté plusieurs fois de démissionner de ses fonctions d'abbé pour cause de maladie grave.
La Cour impériale japonaise lui accorde le titre posthume d'enseignant de l’État (国师 Kokushi).

## Source de la traduction
- (en) Cet article est partiellement ou en totalité issu de l’article de Wikipédia en anglais intitulé « Yishan Yining » (voir la liste des auteurs).